# Papa (Kurzfilm)
Papa ist ein kanadischer Kurzfilm aus dem Jahr 2005. Er ist das Filmdebüt von Émile Proulx-Cloutier als Regisseur und Drehbuchautor. 

## Handlung
Der junge Mann Nicolas plant eine vier Monate lange Reise nach Indien, die ihm sein Vater geschenkt hat. Nico will Neu-Delhi, Bombay, Madras und Kalkutta besuchen, um die Welt besser kennenzulernen und Lebenserfahrungen zu sammeln, wie es früher sein Vater tat. Während eines Telefonats mit seiner Mutter, stellt er erschrocken fest, dass sein Reisepass abgelaufen ist, und er deshalb den Flug nicht antreten kann. Nico will seinen Vater nicht enttäuschen. Damit dieser nicht erfährt, dass er noch in Montreal ist, schreibt er Briefe an seinen Papa als wäre er in Indien. Er fälscht Poststempel und macht Urlaubsfotos von Simone, seiner angeblich wahren Liebe. In Wirklichkeit hat er zwei belanglose Affären. Der Vater liest die Briefe mit Begeisterung und schöpft keinen Verdacht. Er befindet sich im Krankenhaus und wird wegen Prostatakrebs operiert. Unerwartet stirbt er unter Narkose. Seine Frau und sein Sohn sind verzweifelt. Nico befolgt den letzten Rat seines Vaters, für sich selber zu machen, worauf er Lust hat, und fliegt nach Mexiko.

## Auszeichnungen
- 2004 wurde der Film mit dem Québecer Nachwuchspreis Iles-de-la-Madeleine ausgezeichnet.
- 2005 gewann der Film den Prix Jutra in der Kategorie Bester Kurzfilm.

## Hintergrundinformationen
Der Film lief 2005 im offiziellen Wettbewerb des Festival du Court-Métrage de Clermont-Ferrand. 
Die deutsche Erstausstrahlung erfolgte 2006 auf dem Sender ARTE in Originalsprache mit deutschen Untertiteln.  